# Gaźnik Skinners Union
Gaźnik Skinners Union lub gaźnik SU – bocznossący gaźnik produkowany przez Skinners Union, używany w motoryzacji brytyjskiej (Austin Motor Company, Morris Motor Company, Jaguar, Triumph Motor Company, MG) oraz szwedzkiej (Volvo Car Corporation, Saab) w XX wieku.